# Fred Agabashian
Fred Agabashian (Modesto, 21 augustus 1913 – Alamo, 13 oktober 1989) was een Amerikaans Formule 1-coureur. Hij reed 8 races in deze klasse; alle Indianapolis 500’s van 1950 tot 1957.